# Communauté de communes Aubusson-Felletin
La communauté de communes Aubusson-Felletin est une ancienne communauté de communes française, située dans le département de la Creuse et la région Limousin.

## Histoire
La Communauté de communes Aubusson-Felletin a intégré un nouvel espace intercommunal, la Communauté de communes Creuse Grand Sud, à compter du 1er janvier 2014, issu de sa fusion avec la Communauté de communes du Plateau de Gentioux et de l'adjonction des communes de Croze, Gioux et Saint-Sulpice les Champs.

## Composition
Elle regroupe 19 communes :
| Nom                       | Code Insee | Gentilé            | Superficie (km2) | Population (dernière pop. légale) | Densité (hab./km2) |
| ------------------------- | ---------- | ------------------ | ---------------- | --------------------------------- | ------------------ |
| Aubusson (siège)          | 23008      | Aubussonnais       | 19,21            | 3 591 (2014)                      | 187                |
| Alleyrat                  | 23003      | Alleyratois        | 9,54             | 149 (2014)                        | 16                 |
| Ars                       | 23007      | Arsois             | 21,69            | 260 (2014)                        | 12                 |
| Blessac                   | 23024      | Blessacois         | 17,75            | 533 (2014)                        | 30                 |
| Felletin                  | 23079      | Felletinois        | 13,74            | 1 700 (2014)                      | 124                |
| Moutier-Rozeille          | 23140      | Moutier-Rozeillais | 19,66            | 433 (2014)                        | 22                 |
| Néoux                     | 23142      | Néoviens           | 23,81            | 294 (2014)                        | 12                 |
| Saint-Alpinien            | 23179      |                    | 15,21            | 290 (2014)                        | 19                 |
| Saint-Amand               | 23180      | Saint-Amandinois   | 8,05             | 505 (2014)                        | 63                 |
| Saint-Avit-de-Tardes      | 23182      |                    | 14,42            | 181 (2014)                        | 13                 |
| Sainte-Feyre-la-Montagne  | 23194      | Saint-Symphoriens  | 6,84             | 135 (2014)                        | 20                 |
| Saint-Frion               | 23196      |                    | 18,76            | 263 (2014)                        | 14                 |
| Saint-Maixant             | 23210      | Saint-Maixantais   | 13,86            | 230 (2014)                        | 17                 |
| Saint-Marc-à-Frongier     | 23211      |                    | 25,45            | 399 (2014)                        | 16                 |
| Saint-Pardoux-le-Neuf     | 23228      |                    | 7,51             | 181 (2014)                        | 24                 |
| Saint-Quentin-la-Chabanne | 23238      | Saint-Quentinais   | 29,59            | 384 (2014)                        | 13                 |
| Saint-Sulpice-les-Champs  | 23246      | Saint-Sulpiçois    | 21,70            | 367 (2014)                        | 17                 |
| Vallière                  | 23257      | Valliérois         | 48,42            | 756 (2014)                        | 16                 |
| La Villetelle             | 23266      | Villetellois       | 16,14            | 169 (2014)                        | 10                 |

## Démographie
| 2007   | 2013   |
| ------ | ------ |
| 10 838 | 10 915 |